# Oklee, Minnesota
Oklee là một thành phố thuộc quận Red Lake, tiểu bang Minnesota, Hoa Kỳ. Năm 2010, dân số của thành phố này là 435 người.

## Dân số
- Dân số năm 2000: 396 người.
- Dân số năm 2010: 435 người.